# 松井恭平
松井 恭平（まつい きょうへい、1947年 - ）は、日本の歯科医師、歯学者。千葉県立保健医療大学健康科学部長、健康科学部歯科衛生学科教授。全国歯科衛生士教育協議会会長。

## 経歴
1973年 東京歯科大学卒業。以後同大学助手、講師を務め、1981年より千葉県立衛生短期大学助教授、1990年同教授、2009年千葉県立衛生短期大学の改組により千葉県立保健医療大学教授。
1982年　東京歯科大学より歯学博士号を得る。論文の題は「歯科用回転工具の種類が高速切削荷重及び工具回転数に及ぼす影響について」。

## 著作
- 石川達也、松井恭平、境信 著、全国歯科衛生士教育協議会 編『歯科器械の知識と取り扱い』医歯薬出版〈歯科衛生士教本〉、1983年3月。ISBN 4263426746。 NCID BN07143318。
- 石川達也、大竹博明、熊﨑護、前田隆秀、松井恭平、松浦正朗、谷田部賢一 著、全国歯科衛生士教育協議会 編『歯科診療補助 歯科器械の知識と取り扱い』医歯薬出版〈新歯科衛生士教本〉、1996年3月。ISBN 978-4-263-42737-8。
- 松井恭平 著、全国歯科衛生士教育協議会 編『器材準備マニュアル』（第2版）口腔保険協会、2003年3月。ISBN 978-4896051865。
- 松井恭平 著、全国歯科衛生士教育協議会 編『器材準備マニュアル』（第3版）口腔保険協会、2006年7月。ISBN 978-4896052244。
- 申, 基喆、松井, 恭平、白鳥, たかみ 編『歯周疾患歯周治療』監修 全国歯科衛生士教育協議会、医歯薬出版〈最新歯科衛生士教本〉、2006年10月10日。ISBN 978-4-263-42821-4。
- 松井恭平 他 著、可児, 徳子、合場, 千佳子、高阪, 利美 編『歯科診療補助論』監修 全国歯科衛生士教育協議会、医歯薬出版〈最新歯科衛生士教本〉、2007年4月1日。ISBN 978-4-263-42827-6。
- 可児, 徳子、松井, 恭平、眞木, 吉信 編『歯・口腔の健康と予防に関わる人間と社会の仕組み1 保健生態学』監修 全国歯科衛生士教育協議会、医歯薬出版〈最新歯科衛生士教本〉、2007年5月10日。ISBN 978-4-263-42816-0。
- .M.Wilkins『歯科衛生士の臨床 原著第9版』監修 全国歯科衛生士教育協議会 監訳 布施祐二、眞木吉信、松井恭平、松崎晃、医歯薬出版、2008年1月15日。ISBN 978-4-263-42162-8。
- 可児, 徳子、松井, 恭平、眞木, 吉信 編『疾病の成り立ち及び回復過程の促進3 薬理学』監修 全国歯科衛生士教育協議会、医歯薬出版〈最新歯科衛生士教本〉、2008年3月10日。ISBN 978-4-263-42815-3。
- 松井, 恭平、合場, 千佳、白鳥, たか 編『歯科放射線』監修 全国歯科衛生士教育協議会、医歯薬出版〈最新歯科衛生士教本〉、2009年2月25日。ISBN 978-4-263-42828-3。
- 松井恭平 著、全国歯科衛生士教育協議会 編『器材準備マニュアル』（第4版）口腔保険協会、2009年2月。ISBN 978-4896052503。
- 松井, 恭平、栗原, 英見、白鳥, たか ほか 編『咀嚼障害・咬合異常1　歯科補綴』監修 全国歯科衛生士教育協議会、医歯薬出版〈最新歯科衛生士教本〉、2009年6月1日。ISBN 978-4-263-42822-1。
- 松井恭平、白鳥たかみ 編『小児歯科』監修 全国歯科衛生士教育協議会、医歯薬出版〈最新歯科衛生士教本〉、2009年11月1日。ISBN 978-4-263-42824-5。
- 松井恭平、白鳥たかみ 編『歯の硬組織・歯髓疾患 保存修復・歯内療法』監修 全国歯科衛生士教育協議会、医歯薬出版〈最新歯科衛生士教本〉、2010年4月15日。ISBN 978-4-263-42820-7。
- 松井恭平 著、全国歯科衛生士教育協議会 編『器材準備マニュアル』（第5版）口腔保険協会、2011年2月7日。ISBN 978-4896052718。
- 松井, 恭平、栗原, 英見、白鳥, たか ほか 編『顎・口腔粘膜疾患　口腔外科・歯科麻酔』監修 全国歯科衛生士教育協議会、医歯薬出版〈最新歯科衛生士教本〉、2011年2月10日。ISBN 978-4-263-42823-8。
- 松井, 恭平、栗原, 英見、白鳥, たか ほか 編『咀嚼障害・咬合異常2　歯科矯正』監修 全国歯科衛生士教育協議会、医歯薬出版〈最新歯科衛生士教本〉、2011年2月20日。ISBN 978-4-263-42825-2。
- 松井恭平 編『臨床検査』監修 全国歯科衛生士教育協議会、医歯薬出版〈最新歯科衛生士教本〉、2012年2月20日。ISBN 978-4-263-42829-0。
- 遠藤圭子、合場千佳子、田村清美、畠中能子、松井恭平 編『歯科衛生学総論』監修 全国歯科衛生士教育協議会、医歯薬出版〈最新歯科衛生士教本〉、2012年5月25日。ISBN 978-4-263-42810-8。

## 所属団体
- 全国歯科衛生士教育協議会 会長[2]
- 歯科医療振興財団 常務理事[6]